# Ilione trifaria
Ilione trifaria är en tvåvingeart som först beskrevs av Friedrich Hermann Loew 1847.  Ilione trifaria ingår i släktet Ilione och familjen kärrflugor. Inga underarter finns listade i Catalogue of Life.